# Czerczyce
Czerczyce (ukr. Черчичі) – wieś na Ukrainie, w obwodzie wołyńskim, w rejonie włodzimierskim.
Pod koniec XIX w. wieś w powiecie włodzimierskim, w gminie Mikulicze.